# 保穆克
保穆克，是匈牙利绍莫吉州所辖的一个村。总面积11.96平方公里，总人口243，人口密度20.3人/平方公里（2011年1月1日）。